# Karen Graham
Karen Ann Graham (* 1945, Gulfport, Mississippi) je bývalá americká modelka ze 70. a 80. let 20. století let a také uznávanou odbornicí na muškaření. Patnáct let působila jako dvorní modelka kosmetické společnosti Estee Lauder, Inc.

## Raná léta
Karen Graham se narodila v Gulfportu v Mississippi v roce 1945. Poté, co vystudovala francouzštinu na univerzitě v Mississippi v Oxfordu a na Sorbonně v Paříži, se přestěhovala do New Yorku, aby se věnovala kariéře učitelky francouzštiny na střední škole. V roce 1969 se však její život navždy změnil, když jednoho dne nakupovala v obchodě Bonwit Teller na Manhattanu. Neměla trpělivost čekat na výtah, tak místo toho sešla po schodech, kde potkala majitelku modelingové agentury Eileen Fordovou. Jak uvedla Graham v rozhovoru z roku 1999, začaly si s paní Fordovou povídat na schodech, paní Fordová dala Grahamové svou vizitku a navrhla jí, aby přemýšlela o tom, jestli se nechce stát modelkou. Protože Graham zatím nenašla učitelskou práci a pracoval jako účetní, rozhodla se několik let modeling vyzkoušet, aby vydělala peníze na vybavení svého malého bytu.
Rané práce Grahamové jako modelky zahrnovaly focení pro Irvinga Penna, který zjistil, že má krásný pohled a měl zájem ji vyfotografovat pro Vogue. Diana Vreeland, tehdejší šéfredaktorka časopisu, ji považovala za příliš malou, ale neochotně souhlasila poté, co Penn na svém nápadu trval. Graham se poprvé objevila ve Vogue v roce 1970 a náhle po ní byla větší poptávka, když šéfredaktorku Vreelandovou nahradila Grace Mirabella. Mezi lety 1970 a 1975 se Graham objevila na obálce časopisu dvacetkrát.

## Estee Lauder Woman (1970-1985)
Její pozice legendární supermodelky však bylo stanoveno reklamní kampaní Estee Lauder. Společnost ji začala občas zaměstnávat v letech 1970 a 1971, aby se objevila v jejich tiskových reklamách a pracovala s chicagským fotografem Victorem Skrebneskim. Byla zaměstnána tak často, že v roce 1973 se stala exkluzivní mluvčí Estee Lauder. Byla to práce, kterou dělala po zbytek desetiletí a objevovala se v tištěných a televizních reklamách, které ji prezentovaly na vkusných, elegantních a velkoryse pojatých akcích a salónech - pro reprezentaci prvotřídního obrazu společnosti Estee Lauder.
V těchto reklamách nebyla Graham nikdy identifikována svým vlastním jménem, což byl úmyslný záměr společnosti Estee Lauder. Firma chtěla ve svých reklamách soustředit pozornost zákazníků na produkt a nikoliv na samotnou modelku. Mnoho lidí, neobeznámených se světem módy a modelování, si mysleli, že Graham je ve skutečnosti paní Lauder. Je ironií, že reklamy byly odrazem paní Lauderové vlastní představa ženy vkusu a sofistikovanosti. Skrebneski byl rád, že mohl přispět, dekoroval své kompozice čínskými vázami, keramikou Pabla Picassa a kvalitně zásobenými policemi s knihami. Protože společnost Lauder zaměřila své výrobky na ženy s vyššími příjmy, za drahé ceny, musel se do reklamy promítat luxus. Podle toho byly užívány různé rekvizity - panenky, koně, nebo kuriozity - například v roce 1981 zarámovaná fotografie Mikuláše II., posledního ruského cara. Cílem reklamních kampaní bylo navrhnout tradiční eleganci starého světa. Ohromující výjimkou byla reklamní kampaň pro společnost Lauder „Swiss age-control skincare program“, ve které Skrebneski fotografoval Graham stojící mezi futuristickými spirálami, s vlasy staženými dozadu, zdobená tím, co vypadalo jako plastová stereofonní sluchátka a jako by byla diadém ve vesmíru.

## Osobní život
Karen Graham nevyhnutelně získala pozornost mnoha mužů, včetně Delberta Colemana, magnáta, který provozoval hotel Stardust v Las Vegas v Nevadě a byl známý svými kontroverzními finančními obchody. V roce 1974 se s Grahamovou oženil, ale manželství netrvalo dlouho.
Mnohem úspěšnější byla romantika s britskou televizní ikonou Davidem Frostem, ale po rodinném tlaku se vrátila do Mississippi. Právě tam obnovila svůj vztah se Samem Mavarem. Měli syna jménem Graham po Karenině dívčím jménu.
Ke Karen Graham se v roce 1981 do kampaně Estee Lauder připojila modelka Shaun Casey a během dalších čtyř let byla společnost Lauder reprezentována dvěma modelkami a zároveň mluvčími. Graham odešla v roce 1985, když jí bylo 40 let; jak řekla časopisu People v roce 2000, rozhodla se opustit oblast modelingu, i když byla stále na vrcholu. Casey se v reklamách v časopisech objevila jen krátce, než byla propuštěna a nahrazena budoucí zpravodajkou Willow Bay.

## Muškaření a další modeling
V roce 1999 se vrátila k modelování pro krém na obličej "Resilience Lift" od Estee Lauder, zaměřený na starší ženy a navržený tak, aby pomohl ženské pokožce reprodukovat výživné látky pokožky, které zabraňují vráskám. Graham se s potěšením vrátila k modelování kampaně, která trvala několik let, a Victor Skrebneski se po odchodu v roce 1993 vrátil, aby nafotografoval reklamy pro tisk pro společnost Lauder.
Karen Graham nyní žije na úpatí Severní Karolíny. Kromě muškaření se také velmi zajímá o jízdu na koni.